# Ještěrkovití
Ještěrkovití (Lacertidae) jsou čeledí malých až středně velkých, štíhlých ještěrů s lámavým ocasem. V Česku žijí čtyři druhy, ještěrka obecná, ještěrka zelená, ještěrka živorodá, ještěrka zední.

## Charakteristika
Ještěrkovití mají ještěrovité tělo, dva páry dobře vyvinutých, pětiprstých končetin a dlouhý lámavý ocas. Hřbetní a břišní část těla pokrývají šupiny stejné velikosti, pod hrdlem je vytvořený límec z šupin, které jsou rovnoměrně uložené. Jazyk je plochý a rozeklaný, zuby jsou k čelisti napojeny z boku (pleurodontní zuby).
Jsou aktivní převážně ve dne, dobře běhají po zemi, některé druhy dokáží šplhat. Bývají vejcorodí, vajíčka s kožovitou skořápkou kladou do děr v zemi. Živí se hlavně hmyzem, výjimku tvoří meroles lopatonosý (Meroles anchietae), který pojídá semena.

## Rozšíření
Je známo přes 230 recentních (současných) druhů ještěrkovitých, většina je drobných, do 9 cm délky těla, avšak ještěrka perlová může být dlouhá až 90 cm a vážit až půl kilogramu. Žijí v Evropě, Asii i Africe, v Česku pět druhů  (ještěrka obecná, ještěrka zelená, ještěrka živorodá,ještěrka zední a ještěrka travní).

## Rody
V podčeledi veleještěrky jsou zařazeny dva rody, veleješterka (Gallotia) a paještěrka (Psammodromus). V podčeledi ještěrky je pak rodů 30, mají-li české jméno, rodovým jménem bývá nejčastěji ještěrka, dále paještěrka.

## Galerie (výběr druhů)

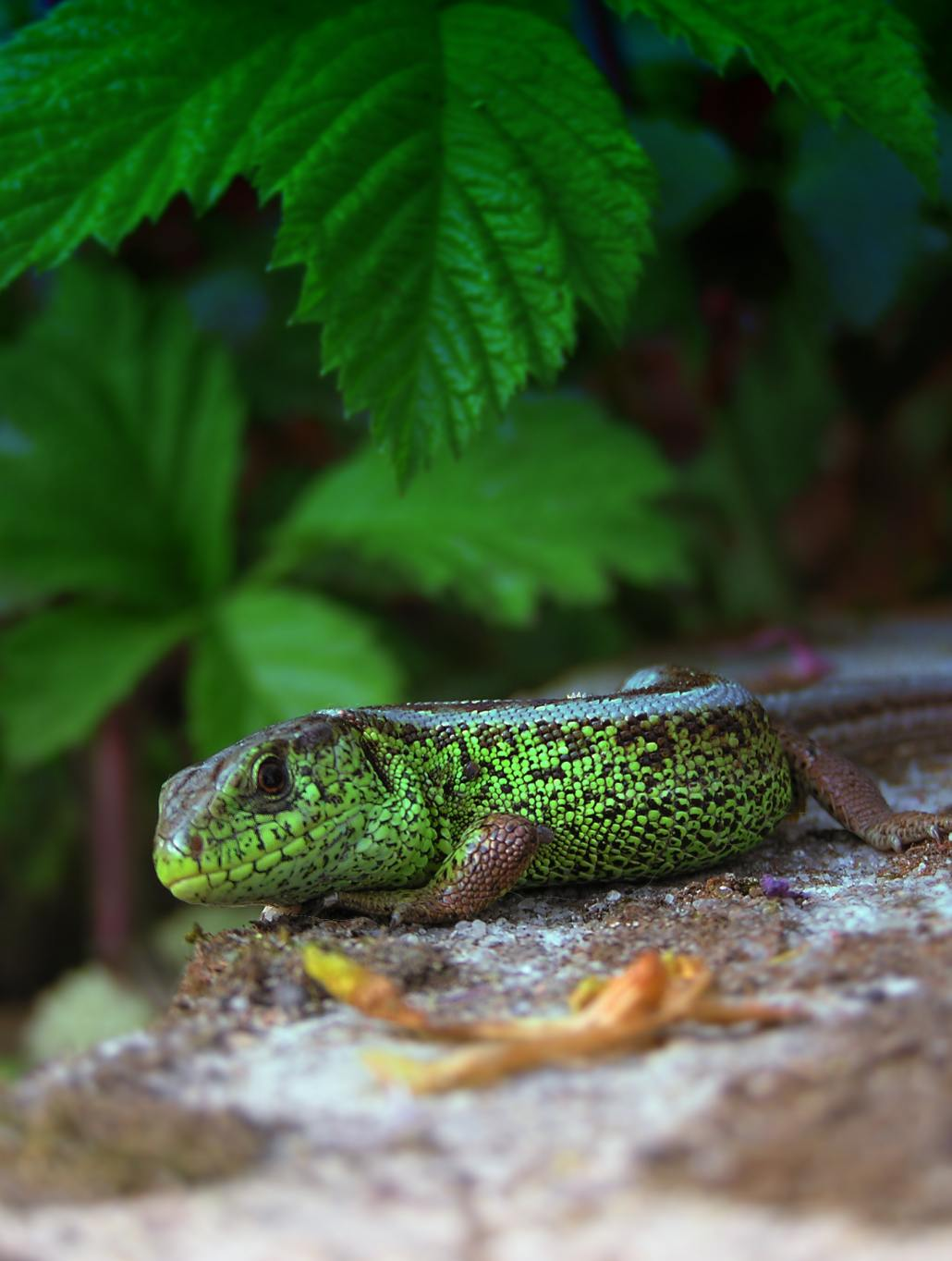
Ještěrka obecná (výskyt v Česku)
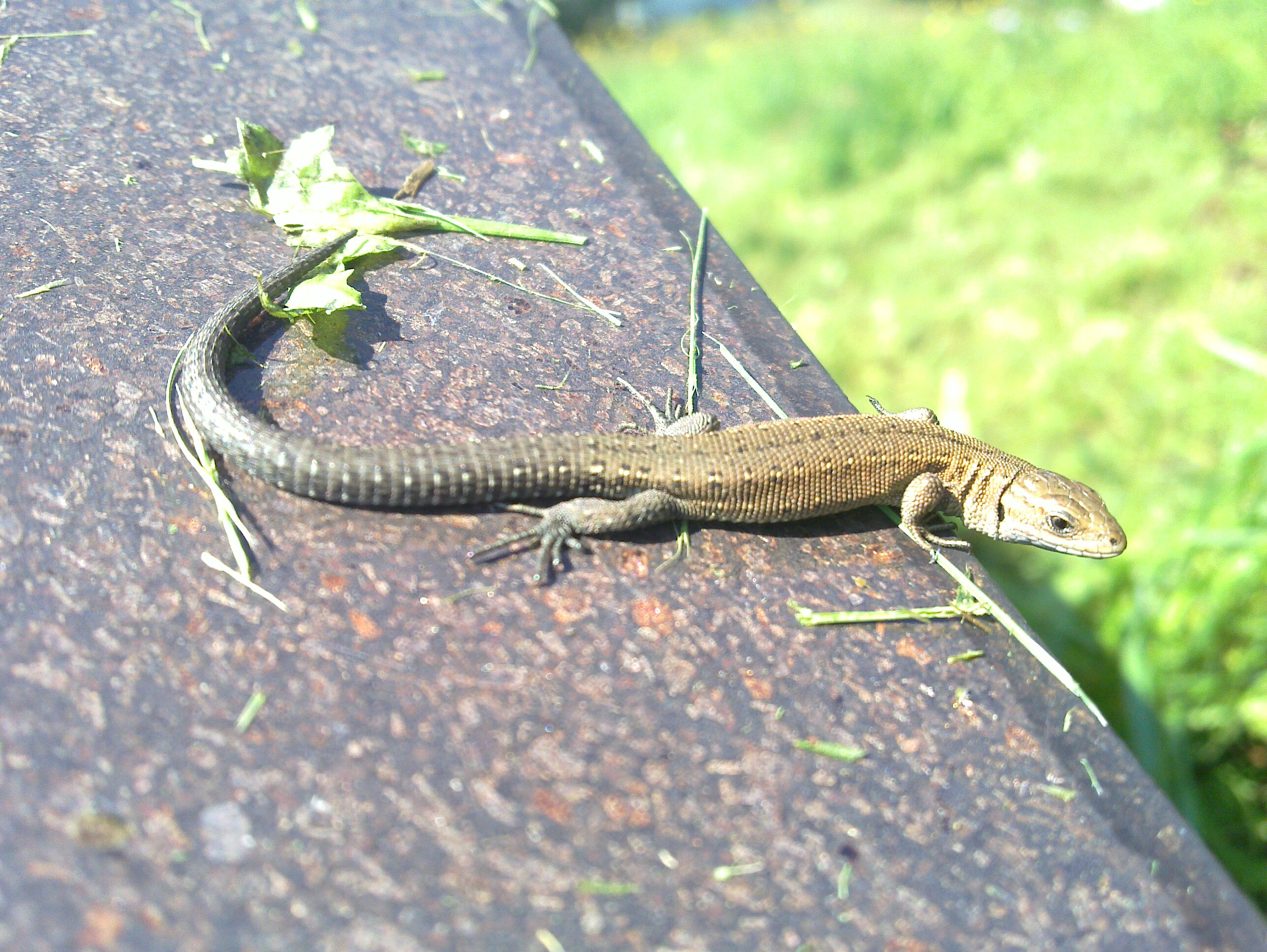
Ještěrka zední (výskyt v Česku)
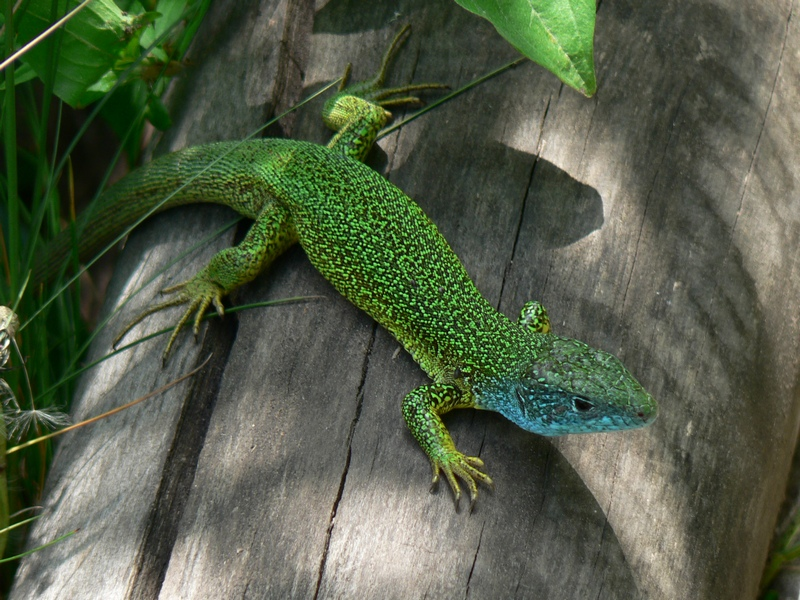
Ještěrka zelená (výskyt v Česku)
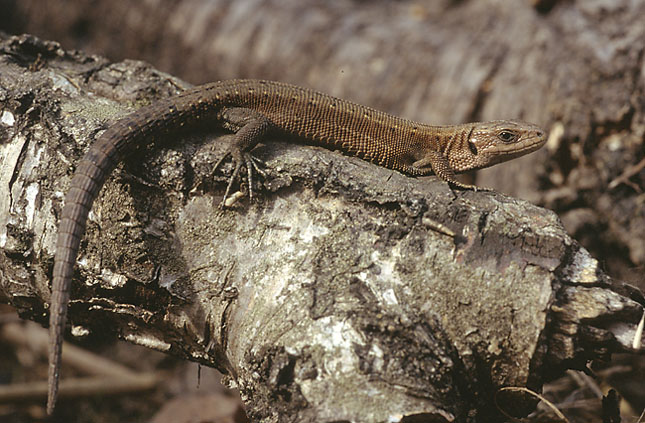
Ještěrka živorodá (výskyt v Česku)
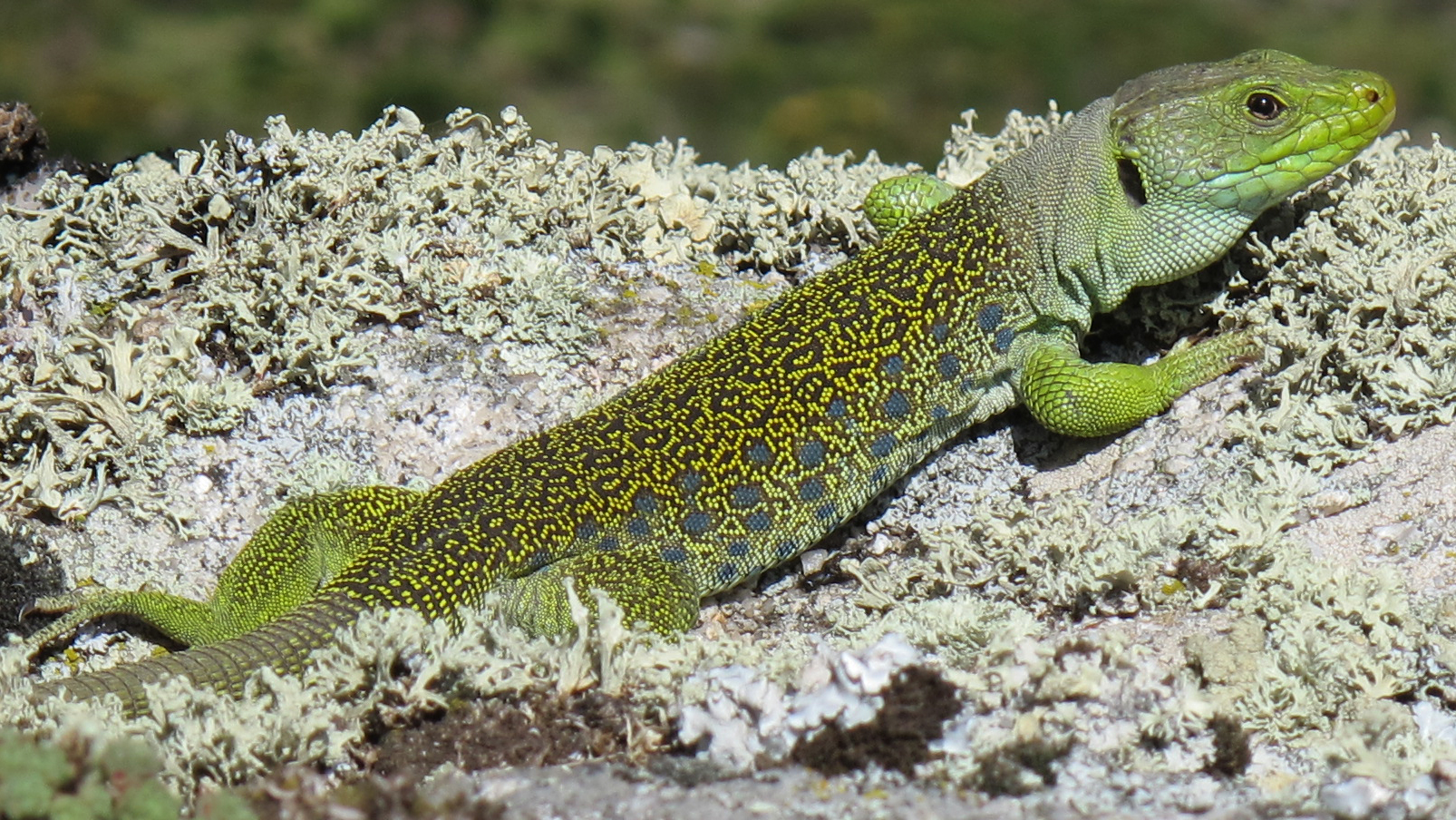
Ještěrka perlová (největší druh na území Evropy)
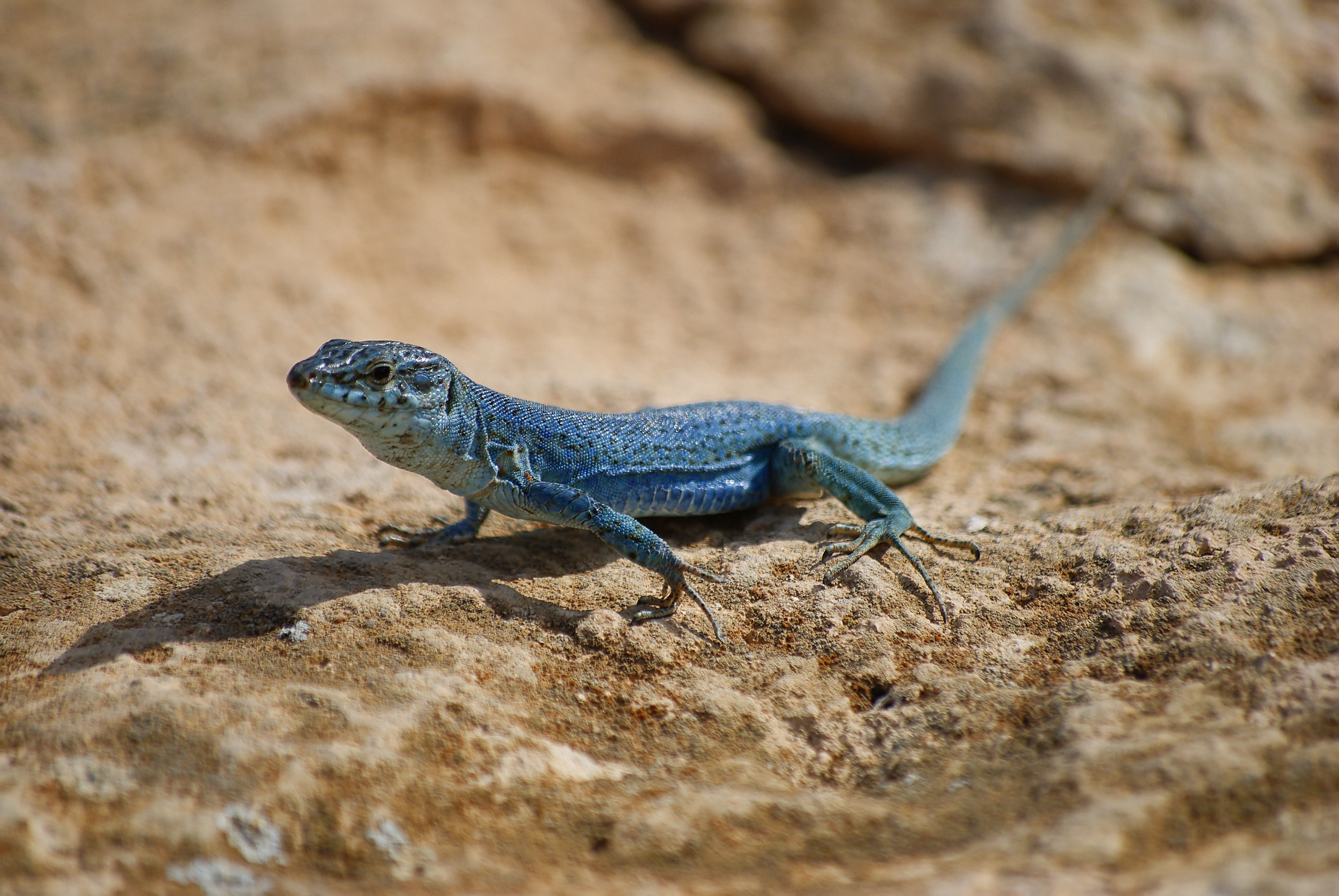
Ještěrka pityuská (Ibiza, Formentera)
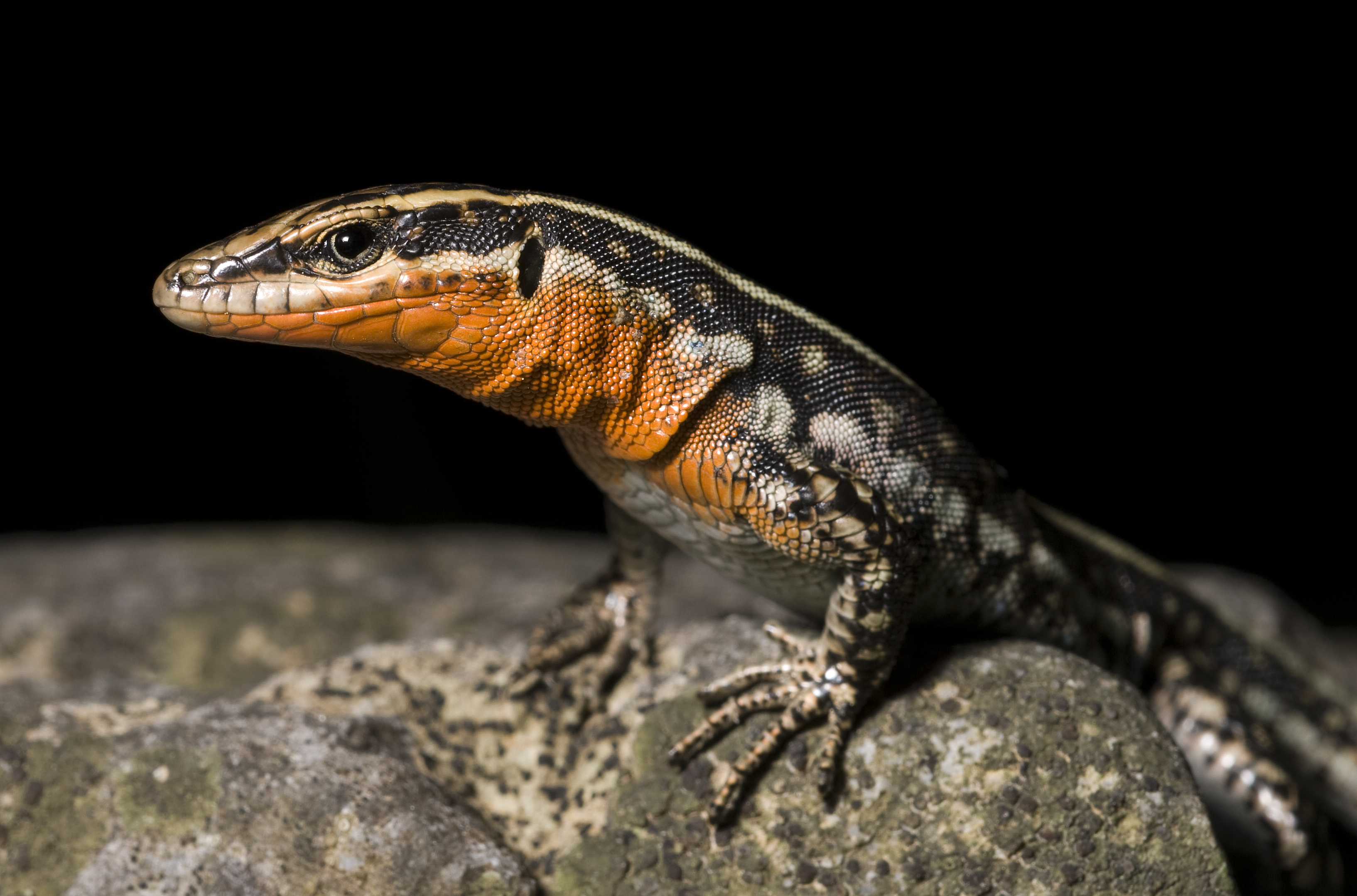
Ještěrka turecká (Turecko, Rhodos, Ikaria)